# Lista de prêmios e indicações recebidos por GFriend
Esta é uma lista de prêmios e indicações recebidos por GFriend, um girl group da Coreia do Sul.
GFriend recebeu seu primeiro prêmio no Melon Music Awards, onde ganharam na categoria Best New Artist – Female, somado a isso, o grupo ganhou o mesmo prêmio no Gaon Chart Music Awards
, Golden Disc Awards e no Seoul Music Awards. Em 2016, "Rough" ganhou 15 prêmios em programas musicais coreanos, enquanto "Navillera", 14 prêmios, o que tornou GFriend o girl group com mais prêmios musicais no período de um ano letivo, com 29 prêmios, passando Girls' Generation com 22 prêmios (2010).

## Premiações coreanas

### Asia Artist Awards
| Ano  | Nomeação | Categoria                                | Resultado | Ref.  |
| ---- | -------- | ---------------------------------------- | --------- | ----- |
| 2016 | GFriend  | Most Popular Artists (Singer) – Top 50   | Indicado  | [ 3 ] |
| 2017 | GFriend  | Most Popular Artists (Singer) – Top 50   | Indicado  |       |
| 2018 | GFriend  | Most Popular Artists (Singer) – Top 50   | Indicado  |       |
| 2019 | GFriend  | Most Popular Artists (Singer) – Top 50   | Indicado  |       |
| 2019 | GFriend  | Starnews Popularity Award – Female Group | Indicado  |       |

### Gaon Chart Music Awards
| Ano  | Nomeação                  | Categoria                       | Resultado | Ref.  |
| ---- | ------------------------- | ------------------------------- | --------- | ----- |
| 2016 | GFriend                   | New Artist of the Year – Female | Venceu    | [ 4 ] |
| 2017 | "Rough"                   | Song of the Year (January)      | Venceu    | [ 5 ] |
| 2017 | "Navillera"               | Song of the Year (July)         | Indicado  |       |
| 2018 | "Fingertip"               | Song of the Year (March)        | Indicado  |       |
| 2018 | "Love Whisper"            | Song of the Year (August)       | Indicado  |       |
| 2019 | "Time for the Moon Night" | Song of the Year (April)        | Indicado  |       |

### Genie Music Awards
| Ano  | Nomeação | Categoria                      | Resultado | Ref.  |
| ---- | -------- | ------------------------------ | --------- | ----- |
| 2019 | GFriend  | The Top Artist                 | Indicado  |       |
| 2019 | GFriend  | The Female Group               | Indicado  | [ 6 ] |
| 2019 | GFriend  | The Performing Artist – Female | Indicado  | [ 6 ] |
| 2019 | GFriend  | Genie Music Popularity Award   | Indicado  |       |
| 2019 | GFriend  | Global Popularity Award        | Indicado  |       |

### Golden Disc Awards
| Ano  | Nomeação                  | Categoria                                   | Resultado | Ref.   |
| ---- | ------------------------- | ------------------------------------------- | --------- | ------ |
| 2016 | GFriend                   | New Artist of the Year                      | Venceu    | [ 7 ]  |
| 2016 | GFriend                   | Popularity Award                            | Indicado  | [ 8 ]  |
| 2016 | GFriend                   | Global Popularity Award                     | Indicado  | [ 8 ]  |
| 2017 | "Rough"                   | Digital Daesang                             | Indicado  | [ 9 ]  |
| 2017 | "Rough"                   | Digital Bonsang                             | Venceu    | [ 10 ] |
| 2017 | LOL                       | Disk Bonsang                                | Indicado  | [ 9 ]  |
| 2017 | GFriend                   | Popularity Award                            | Indicado  |        |
| 2017 | GFriend                   | Asian Choice Popularity Award               | Indicado  |        |
| 2018 | The Awakening             | Disk Bonsang                                | Indicado  | [ 11 ] |
| 2018 | GFriend                   | Best Female Group                           | Venceu    | [ 12 ] |
| 2018 | GFriend                   | Genie Popularity Award                      | Indicado  | [ 13 ] |
| 2018 | GFriend                   | Global Popularity Award                     | Indicado  |        |
| 2019 | "Time for the Moon Night" | Digital Bonsang                             | Indicado  | [ 14 ] |
| 2019 | GFriend                   | Best Female Group                           | Venceu    | [ 15 ] |
| 2019 | GFriend                   | Popularity Award                            | Indicado  | [ 16 ] |
| 2019 | GFriend                   | NetEase Music Global Star Popularity Award  | Indicado  |        |
| 2020 | Time for Us               | Disk Bonsang                                | Indicado  | [ 17 ] |
| 2020 | GFriend                   | Popularity Award                            | Indicado  | [ 18 ] |
| 2020 | GFriend                   | NetEase Music Fans' Choice K-pop Star Award | Indicado  |        |

### Melon Music Awards
| Ano  | Nomeação                  | Categoria                | Resultado | Ref.   |
| ---- | ------------------------- | ------------------------ | --------- | ------ |
| 2015 | GFriend                   | Best New Artist – Female | Venceu    | [ 1 ]  |
| 2016 | Snowflake                 | Album of the Year        | Indicado  | [ 19 ] |
| 2016 | "Rough"                   | Song of the Year         | Indicado  | [ 19 ] |
| 2016 | "Rough"                   | Best Dance – Female      | Venceu    | [ 20 ] |
| 2016 | GFriend                   | Artist of the Year       | Indicado  | [ 19 ] |
| 2016 | GFriend                   | Top 10 Artists           | Indicado  | [ 20 ] |
| 2016 | GFriend                   | Netizen Popularity Award | Indicado  | [ 19 ] |
| 2016 | GFriend                   | Kakao Hot Star Award     | Indicado  |        |
| 2017 | GFriend                   | Top 10 Artists           | Indicado  | [ 21 ] |
| 2017 | GFriend                   | 1theK Performance Award  | Venceu    | [ 22 ] |
| 2017 | GFriend                   | Kakao Hot Star           | Indicado  |        |
| 2018 | GFriend                   | Top 10 Artists           | Indicado  | [ 23 ] |
| 2018 | GFriend                   | Kakao Hot Star Award     | Indicado  |        |
| 2018 | "Time for the Moon Night" | Song of the Year         | Indicado  | [ 24 ] |
| 2018 | "Time for the Moon Night" | Best Music Video         | Venceu    | [ 25 ] |
| 2019 | GFriend                   | Top 10 Artists           | Indicado  | [ 26 ] |

#### Melon Popularity Award
| Ano  | Nomeação                  | Data            |
| ---- | ------------------------- | --------------- |
| 2016 | "Rough"                   | 15 de fevereiro |
| 2016 | "Rough"                   | 22 de fevereiro |
| 2016 | "Rough"                   | 29 de fevereiro |
| 2018 | "Time for the Moon Night" | 21 de maio      |

### Mnet Asian Music Awards
| Ano  | Nomeação       | Categoria                             | Resultado | Ref.   |
| ---- | -------------- | ------------------------------------- | --------- | ------ |
| 2015 | GFriend        | Artist of the Year                    | Indicado  | [ 27 ] |
| 2015 | GFriend        | Best New Female Artist                | Indicado  | [ 27 ] |
| 2016 | "Rough"        | Song of the Year                      | Indicado  |        |
| 2016 | "Rough"        | Best Dance Performance – Female Group | Venceu    | [ 28 ] |
| 2016 | GFriend        | Artist of the Year                    | Indicado  |        |
| 2016 | GFriend        | Best Female Group                     | Indicado  | [ 29 ] |
| 2016 | GFriend        | Worldwide Favourite Artist            | Indicado  |        |
| 2017 | GFriend        | Artist of the Year                    | Indicado  |        |
| 2017 | GFriend        | Best Female Group                     | Indicado  | [ 30 ] |
| 2017 | "Love Whisper" | Song of the Year                      | Indicado  |        |
| 2017 | "Love Whisper" | Best Dance Performance – Female Group | Indicado  | [ 30 ] |
| 2018 | GFriend        | Artist of the Year                    | Indicado  |        |
| 2018 | GFriend        | Best Female Group                     | Indicado  | [ 31 ] |
| 2019 | GFriend        | Artist of the Year                    | Indicado  | [ 32 ] |
| 2019 | GFriend        | Best Female Group                     | Indicado  | [ 32 ] |
| 2019 | GFriend        | Worldwide Fans' Choice Top 10         | Indicado  | [ 32 ] |
| 2019 | GFriend        | 2019 Qoo10 Favorite Female Artist     | Indicado  |        |
| 2019 | "Sunrise"      | Song of the Year                      | Indicado  | [ 32 ] |
| 2019 | "Sunrise"      | Best Dance Performance – Female Group | Indicado  | [ 32 ] |

### Seoul Music Awards
| Ano  | Nomeação | Categoria              | Resultado | Ref.   |
| ---- | -------- | ---------------------- | --------- | ------ |
| 2016 | GFriend  | Best New Artist        | Venceu    | [ 33 ] |
| 2016 | GFriend  | Popularity Award       | Indicado  |        |
| 2016 | GFriend  | Hallyu Special Award   | Indicado  |        |
| 2016 | GFriend  | Bonsang Award          | Indicado  |        |
| 2017 | GFriend  | Daesang Award          | Indicado  |        |
| 2017 | GFriend  | Bonsang Award          | Venceu    | [ 34 ] |
| 2017 | GFriend  | Popularity Award       | Indicado  |        |
| 2017 | GFriend  | Hallyu Special Award   | Indicado  |        |
| 2018 | GFriend  | Bonsang Award          | Indicado  | [ 35 ] |
| 2018 | GFriend  | Popularity Award       | Indicado  |        |
| 2018 | GFriend  | Hallyu Special Award   | Indicado  |        |
| 2019 | GFriend  | Bonsang Award          | Indicado  | [ 36 ] |
| 2019 | GFriend  | Best Dance Performance | Venceu    | [ 37 ] |
| 2019 | GFriend  | Popularity Award       | Indicado  | [ 36 ] |
| 2019 | GFriend  | Hallyu Special Award   | Indicado  | [ 36 ] |
| 2020 | GFriend  | Bonsang Award          | Indicado  | [ 38 ] |
| 2020 | GFriend  | Popularity Award       | Indicado  | [ 38 ] |
| 2020 | GFriend  | Hallyu Special Award   | Indicado  | [ 38 ] |

### Soribada Best K-Music Awards
| Ano  | Nomeação | Categoria                 | Resultado | Ref.   |
| ---- | -------- | ------------------------- | --------- | ------ |
| 2017 | GFriend  | Daesang Award             | Indicado  |        |
| 2017 | GFriend  | Bonsang Award             | Venceu    | [ 39 ] |
| 2017 | GFriend  | Popularity Award          | Indicado  | [ 40 ] |
| 2018 | GFriend  | Bonsang Award             | Indicado  | [ 41 ] |
| 2018 | GFriend  | Popularity Award - Female | Indicado  |        |
| 2018 | GFriend  | Global Fandom Award       | Indicado  |        |
| 2019 | GFriend  | Bonsang Award             | Indicado  |        |
| 2019 | GFriend  | Popularity Award - Female | Indicado  |        |
| 2020 | GFriend  | Popularity Award - Female | Indicado  |        |
| 2020 | GFriend  | Bonsang Award             | Venceu    |        |
| 2020 | GFriend  | Global Artist Award       | Indicado  |        |

- The Fact Music Awards

| Ano  | Nomeação | Categoria                    | Resultado | Ref.   |
| ---- | -------- | ---------------------------- | --------- | ------ |
| 2019 | GFriend  | Artist of the Year (Bonsang) | Venceu    | [ 42 ] |

## Premiações internacionais

### Japan Gold Disc Award
| Ano  | Nomeação | Categoria                | Resultado | Ref.   |
| ---- | -------- | ------------------------ | --------- | ------ |
| 2019 | GFriend  | Best 3 New Artist (Asia) | Venceu    | [ 43 ] |

### MTV Europe Music Awards
| Ano  | Nomeação | Categoria       | Resultado | Ref.   |
| ---- | -------- | --------------- | --------- | ------ |
| 2015 | GFriend  | Best Korean Act | Indicado  | [ 44 ] |
| 2016 | GFriend  | Best Korean Act | Indicado  | [ 45 ] |
| 2017 | GFriend  | Best Korean Act | Venceu    | [ 46 ] |

### YinYueTai V-ChartAwards
| Ano  | Nomeação | Categoria          | Resultado | Ref. |
| ---- | -------- | ------------------ | --------- | ---- |
| 2016 | GFriend  | Rookie of the Year | Venceu    |      |

## Outras premiações
| Ano  | Premiação                                     | Nomeação                  | Categoria                          | Resultado | Ref.   |
| ---- | --------------------------------------------- | ------------------------- | ---------------------------------- | --------- | ------ |
| 2015 | MBC Show Champion Awards                      | GFriend                   | Most Appearances                   | Venceu    | [ 47 ] |
| 2016 | Yahoo! Asia Buzz Awards                       | GFriend                   | Asia Popular Artist Award          | Indicado  |        |
| 2016 | The 28th Korean PD Awards                     | GFriend                   | Best Program Guest Award – Singer  | Venceu    | [ 48 ] |
| 2016 | MTN Broadcast Advertising Awards              | GFriend                   | The Women CF Star Award            | Venceu    | [ 49 ] |
| 2016 | The 24th Korean Cultural Entertainment Awards | GFriend                   | Most Excellent KPOP Singer Award   | Venceu    | [ 50 ] |
| 2017 | SBS MTV The Show                              | GFriend                   | Best of Best View                  | Venceu    |        |
| 2017 | 12th Annual Soompi Awards                     | GFriend                   | Best Female Group                  | Indicado  | [ 51 ] |
| 2017 | 12th Annual Soompi Awards                     | GFriend                   | Artist of the Year                 | Indicado  | [ 51 ] |
| 2017 | 12th Annual Soompi Awards                     | GFriend                   | Breakout Artist                    | Indicado  | [ 51 ] |
| 2017 | 12th Annual Soompi Awards                     | "Rough"                   | Best Choreography                  | Indicado  | [ 51 ] |
| 2017 | 12th Annual Soompi Awards                     | "Navillera"               | Song of the Year                   | Indicado  | [ 51 ] |
| 2017 | 12th Annual Soompi Awards                     | LOL                       | Album of the Year                  | Indicado  | [ 51 ] |
| 2018 | 13th Annual Soompi Awards                     | GFriend                   | Best Female Group                  | Venceu    | [ 52 ] |
| 2018 | 13th Annual Soompi Awards                     | GFriend                   | Artist of the Year                 | Indicado  | [ 53 ] |
| 2018 | 13th Annual Soompi Awards                     | Parallel                  | Album of the Year                  | Indicado  | [ 53 ] |
| 2018 | Asia Model Awards                             | GFriend                   | Popular Star Award (Singer)        | Venceu    | [ 54 ] |
| 2018 | KBS World Global Fan Awards                   | GFriend                   | Best Artist (Female)               | Indicado  |        |
| 2018 | V Live Awards                                 | GFriend                   | Global Artist Top 10               | Venceu    | [ 55 ] |
| 2019 | V Live Awards                                 | GFriend                   | Artist Top 10                      | Indicado  | [ 56 ] |
| 2019 | V Live Awards                                 | GFriend                   | Best Channel – 1 million followers | Indicado  | [ 57 ] |
| 2019 | V Live Awards                                 | GFriend                   | Global Artist Top 12               | Indicado  |        |
| 2019 | 14th Annual Soompi Awards                     | GFriend                   | Best Female Group                  | Indicado  | [ 58 ] |
| 2019 | 14th Annual Soompi Awards                     | "Time for the Moon Night" | Music Video of the Year            | Indicado  | [ 59 ] |

## Programas musicais

### Inkigayo
| Ano  | Data            | Canção                    | Ref.   |
| ---- | --------------- | ------------------------- | ------ |
| 2016 | 7 de fevereiro  | "Rough"                   | [ 60 ] |
| 2016 | 21 de fevereiro | "Rough"                   | [ 60 ] |
| 2016 | 28 de fevereiro | "Rough"                   | [ 60 ] |
| 2016 | 24 de julho     | "Navillera"               | [ 61 ] |
| 2016 | 31 de julho     | "Navillera"               | [ 61 ] |
| 2016 | 7 de agosto     | "Navillera"               | [ 61 ] |
| 2017 | 13 de agosto    | "Love Whisper"            | [ 62 ] |
| 2018 | 13 de maio      | "Time for the Moon Night" | [ 63 ] |
| 2018 | 20 de maio      | "Time for the Moon Night" | [ 63 ] |
| 2019 | 27 de janeiro   | "Sunrise"                 | [ 64 ] |
| 2019 | 14 de julho     | "Fever"                   | [ 65 ] |
| 2020 | 16 de fevereiro | "Crossroads"              | [ 66 ] |

### Music Bank
| Ano  | Data            | Canção                    | Ref.   |
| ---- | --------------- | ------------------------- | ------ |
| 2016 | 5 de fevereiro  | "Rough"                   | [ 67 ] |
| 2016 | 12 de fevereiro | "Rough"                   | [ 67 ] |
| 2016 | 19 de fevereiro | "Rough"                   | [ 67 ] |
| 2016 | 26 de fevereiro | "Rough"                   | [ 67 ] |
| 2016 | 22 de julho     | "Navillera"               | [ 68 ] |
| 2016 | 29 de julho     | "Navillera"               | [ 68 ] |
| 2016 | 12 de agosto    | "Navillera"               | [ 68 ] |
| 2017 | 11 de agosto    | "Love Whisper"            | [ 69 ] |
| 2018 | 11 de maio      | "Time for the Moon Night" | [ 70 ] |
| 2018 | 18 de maio      | "Time for the Moon Night" | [ 70 ] |
| 2019 | 25 de janeiro   | "Sunrise"                 | [ 71 ] |
| 2019 | 12 de julho     | "Fever"                   | [ 72 ] |
| 2020 | 14 de janeiro   | "Crossroads"              | [ 73 ] |

### M!Countdown
| Ano  | Data            | Canção                    | Ref.   |
| ---- | --------------- | ------------------------- | ------ |
| 2016 | 4 de fevereiro  | "Rough"                   | [ 74 ] |
| 2016 | 11 de fevereiro | "Rough"                   | [ 74 ] |
| 2016 | 18 de fevereiro | "Rough"                   | [ 74 ] |
| 2016 | 21 de julho     | "Navillera"               | [ 75 ] |
| 2016 | 28 de julho     | "Navillera"               | [ 75 ] |
| 2016 | 4 de agosto     | "Navillera"               | [ 75 ] |
| 2017 | 21 de setembro  | "Summer Rain"             | [ 76 ] |
| 2018 | 10 de maio      | "Time for the Moon Night" | [ 77 ] |
| 2019 | 24 de janeiro   | "Sunrise"                 | [ 78 ] |
| 2019 | 11 de julho     | "Fever"                   | [ 79 ] |
| 2020 | 13 de janeiro   | "Crossroads"              | [ 80 ] |
| 2020 | 20 de fevereiro | "Crossroads"              | [ 80 ] |

### Show Champion
| Ano  | Data            | Canção                    | Ref.   |
| ---- | --------------- | ------------------------- | ------ |
| 2016 | 3 de fevereiro  | "Rough"                   | [ 81 ] |
| 2016 | 17 de fevereiro | "Rough"                   | [ 81 ] |
| 2016 | 24 de fevereiro | "Rough"                   | [ 81 ] |
| 2016 | 20 de julho     | "Navillera"               | [ 82 ] |
| 2016 | 10 de agosto    | "Navillera"               | [ 82 ] |
| 2017 | 9 de agosto     | "Love Whisper"            | [ 83 ] |
| 2018 | 9 de maio       | "Time for the Moon Night" | [ 84 ] |
| 2018 | 16 de maio      | "Time for the Moon Night" | [ 84 ] |
| 2019 | 23 de janeiro   | "Sunrise"                 | [ 85 ] |
| 2019 | 10 de julho     | "Fever"                   | [ 86 ] |
| 2020 | 19 de fevereiro | "Crossroads"              | [ 87 ] |

### Show! Music Core
| Ano  | Data          | Canção                    | Ref.   |
| ---- | ------------- | ------------------------- | ------ |
| 2018 | 12 de maio    | "Time for the Moon Night" | [ 88 ] |
| 2018 | 19 de maio    | "Time for the Moon Night" | [ 88 ] |
| 2019 | 26 de janeiro | "Sunrise"                 | [ 89 ] |
| 2019 | 13 de julho   | "Fever"                   | [ 90 ] |

### The Show
| Ano  | Data            | Canção                    | Ref.   |
| ---- | --------------- | ------------------------- | ------ |
| 2016 | 2 de fevereiro  | "Rough"                   | [ 91 ] |
| 2016 | 16 de fevereiro | "Rough"                   | [ 91 ] |
| 2016 | 19 de julho     | "Navillera"               | [ 92 ] |
| 2016 | 2 de agosto     | "Navillera"               | [ 92 ] |
| 2016 | 9 de agosto     | "Navillera"               | [ 92 ] |
| 2017 | 14 de março     | "Fingertip"               | [ 93 ] |
| 2017 | 11 de abril     | "Fingertip"               | [ 93 ] |
| 2017 | 8 de agosto     | "Love Whisper"            | [ 94 ] |
| 2017 | 19 de setembro  | "Summer Rain"             | [ 95 ] |
| 2018 | 8 de maio       | "Time for the Moon Night" | [ 96 ] |
| 2019 | 22 de janeiro   | "Sunrise"                 | [ 97 ] |
| 2019 | 9 de julho      | "Fever"                   | [ 98 ] |
| 2020 | 11 de fevereiro | "Crossroads"              | [ 99 ] |
| 2020 | 18 de fevereiro | "Crossroads"              | [ 99 ] |